# Espectros (livro)
Espectros foi a obra poética de estreia de Cecília Meireles, publicada em 1919, após Cecília ter se formado pela Escola Normal do Rio de Janeiro. Trata-se de uma coleção de 17 sonetos de influência principalmente simbolista retratando temas históricos ou religiosos. Embora esta obra já contenha alguns dos componentes que se tornariam característicos na obra de Cecília, tanto em verso quanto em prosa, a autora parece ter renegado estes seus primeiros poemas. Eles só vieram a ser reeditados em 2001.

## Temática e influências
O pequeno volume inclui 17 sonetos rimados em versos decassílabos ou alexandrinos, todos eles de temática histórica, mitológica ou religiosa, com a maioria deles retratando ou tematizando personagens como Cleópatra, Judite, Sansão, Dalila, Joana D'Arc, Maria Antonieta, entre outros.
À parte de uma certa ascendência neo-parnasiana, os poemas em Espectros denotam uma influência simbolista não só no que se refere à sua musicalidade, melancolia e onirismo, mas também à medida em que incorporam um forte componente de espiritualismo/espiritualidade que, abraçando o pensamento filosófico, a tradição e o universalismo, contrapõe-se, pelo menos em parte, a características do programa Modernista em suas primeiras fases, como liberalismo de ideias, ruptura com o passado e nacionalismo. Assim, em sua obra de estreia, a poetisa carioca já se identifica com os valores que, entre 1922 e 1927, guiariam suas atividades editorais em revistas como Árvore Nova, Terra de Sol e Festa, periódicos combinando um neo-simbolismo pré-modernista e tendências de vanguarda. Mais do que isso até, a espiritualidade universalista destes primeiros versos viria a tornar-se uma das características mais fundamentais da poética ceciliana.
Além desta constante espiritualista/universalista, há um outro aspecto básico da produção lírica ceciliana presente já em Espectros: a tensão, o conflito entre o efêmero e o eterno. Por um lado, a consciência de que tudo é fugaz, tudo um dia finda; por outro lado, a busca - através da poesia - por componentes que perduram através dos tempos ou que, sendo efêmeros em essência, eternizam-se pela palavra, pelo verso, pela arte. É interessante notar que, de certo modo, esta tensão entre o efêmero e o eterno também se encontra na produção em prosa de Cecília Meireles, por exemplo, em suas Crônicas de educação.

## Publicação e reedição
A primeira edição de Espectros, que supõe-se ter sido financiada pela própria autora e publicada em tiragem ínfima, foi prefaciada por Alfredo Gomes que, além de professor de português na Escola Normal onde Cecília havia se formado, era também um renomado gramático da época. Nomen est omen: Depois desta primeira edição de 1919, o livrinho pareceu ter adquirido realmente algo de espectro, de visagem, pois várias décadas passaram-se sem que ele fosse reeditado ou mesmo localizado. Muitos teriam até chegado a duvidar da sua existência, não houvesse ele recebido uma curta resenha de João Ribeiro, publicada em O Imparcial de 18 de novembro de 1919.
Em sua primeira antologia lírica - a única publicada durante sua vida -, Obra Poética de 1958, organizada por José Aguilar e, ao que parece, sob a supervisão da própria autora, a sua obra inaugural foi excluída. Nisto, Espectros teve o mesmo destino que os volumes líricos subsequentes, Nunca mais... e Poema dos poemas (1923) e Baladas para El-Rei (1925), tendo mesmo assim um destino melhor do que Cânticos, o qual, tendo sido compostos nos anos 20, só viriam a ser publicados em 1982. A razão para a exclusão das obras iniciais pode ter sido a recepção negativa de críticos anti-simbolistas. Os poemas de Nunca mais... e Baladas para El-Rei foram reeditados pela primeira vez em Poesias completas, compilação em 9 volumes, organizada por Darcy Damasceno e publicada a partir de 1973 pela Civilização Brasileira. Quanto aos sonetos de Espectros, estes só vieram a ser reeditados na coletânea Poesia Completa, Edição do Centenário, em 2 volumes, organizada por Antonio Carlos Secchin (2001, Nova Fronteira). Houve dúvidas quanto à intenção de incluí-los nesta antologia comemorativa, uma vez que a autora parece ter desejado suprimi-los. Mas tanto os descendentes de Cecília quanto a editora assentiram não somente à reedição da obra inaugural da poetisa, como também, seguindo a concepção cronológica da antologia, à sua publicação abrindo a Edição do Centenário.

### Edições
1919 - primeira edição
2001 - reedição em Poesia Completa, Edição do Centenário, org. por Antonio Carlos Secchin (2001, Nova Fronteira)

## Recepção
Espectros recebeu uma resenha assaz afável do crítico literário e escritor parnasiano João Ribeiro (veja acima), prenunciando sucesso para a poetisa debutante. Por outro lado, e como aludido na última seção, representantes do reduto anti-simbolista acolheram a obra de modo bastante desfavorável. Segundo Antonio Carlos Secchin, o organizador da Edição do Centenário da obra poética ceciliana, os sonetos são bem compostos, correspondendo qualitativamente à média da obra poética neo-parnasiana da era pré-modernista.

## Exemplos de sonetos
| Espectros Nas noites tempestuosas, sobre tudo Quando lá fora o vendaval estronda E do pélago iroso à voz hedionda Os céus respondem e estremece tudo, Do alfarrábio, que esta alma ávida sonda. Erguendo o olhar; exausto a tanto estudo, Vejo ante mim, pelo aposento mudo, Passarem lentos, em morosa ronda, Da lâmpada à inconstante claridade (Que ao vento ora esmorece ora se aviva, Em largas sombras e esplendor de sóis), Silenciosos fantasmas de outra idade, À sugestão da noite rediviva - Deuses, demônios, monstros, reis e heróis. | Joana D'Arc Firme na sela do ginete arfante, Da coorte na vanguarda, ei-la às hostis Trincheiras que galopa, delirante, Fronte serena e coração feliz. Sob os anéis metálicos do guante, Os dedos adivinham-se viris, Que sustêm o estandarte palpitante, Onde esplende a dourada flor-de-lis. Rica de sonhos, crença e mocidade, A donzela de Orléans, no seu tresvário, De mística, na indômita carreira Sorri. Nenhum tremor a alma lhe invade! E, entanto, o olhar audaz e visionário Já tem clarões sinistros de fogueira!... |